# Conus jacarusoi
Espèce
Conus jacarusoi est une espèce de mollusques gastéropodes marins de la famille des Conidae.
Comme toutes les espèces du genre Conus, ces escargots sont prédateurs et venimeux. Ils sont capables de « piquer » les humains et doivent donc être manipulés avec précaution, voire pas du tout.

## Distribution
Cette espèce marine est présente au large des Bahamas.

## Taxonomie

### Publication originale
L'espèce Conus jacarusoi a été décrite pour la première fois en 1998 par le malacologiste américain Edward James Petuch dans la publication intitulée « La Conchiglia »,.

### Synonymes
- Conus (Dauciconus) jacarusoi Petuch, 1998 · appellation alternative
- Conus (Magelliconus) jacarusoi Petuch, 1998 · non accepté
- Magelliconus jacarusoi (Petuch, 1998) · non accepté
- Purpuriconus jacarusoi (Petuch, 1998) · non accepté